# Heptachona caudata
Heptachona caudata är en rundmaskart. Heptachona caudata ingår i släktet Heptachona och familjen Thelaziidae. Inga underarter finns listade i Catalogue of Life.